# Lanza

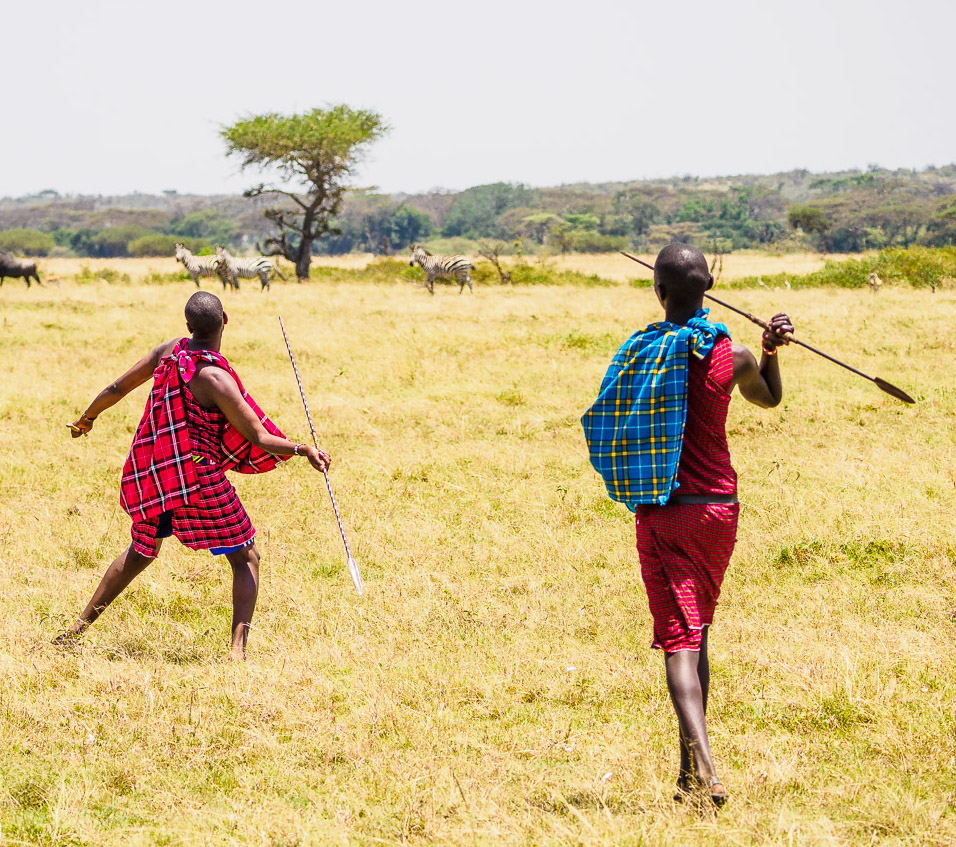
Dos masáis usando lanzas para cazar.

La lanza es un arma de asta con un extremo acabado en punta que puede además estar afilado.
Una lanza consta de un mango, generalmente de madera, con una cabeza puntiaguda. La cabeza puede estar simplemente afilada al final del mango mismo, como es el caso de las lanzas endurecidas al fuego, o puede estar hecha de un material más duradero adherido al mango, como hueso, pedernal, obsidiana, hierro, acero o bronce. El diseño más común de las lanzas de caza o de combate de la antigüedad presenta una punta de lanza triangular de metal en forma de diamante o lista. Las puntas de las lanzas de pesca suelen tener púas o bordes irregulares.
La lanza se ha utilizado a lo largo de la historia de la humanidad como herramienta de caza y/o pesca y como arma. Junto con el garrote, el cuchillo y el hacha, es una de las herramientas más antiguas y extendidas desarrolladas por los primeros humanos. Como arma, puede empuñarse con una o dos manos. Se utilizó en prácticamente todos los conflictos hasta la era moderna, donde incluso en la actualidad, pervive en forma de bayoneta fijada en la boca de un arma larga.

## Historia, uso y construcción

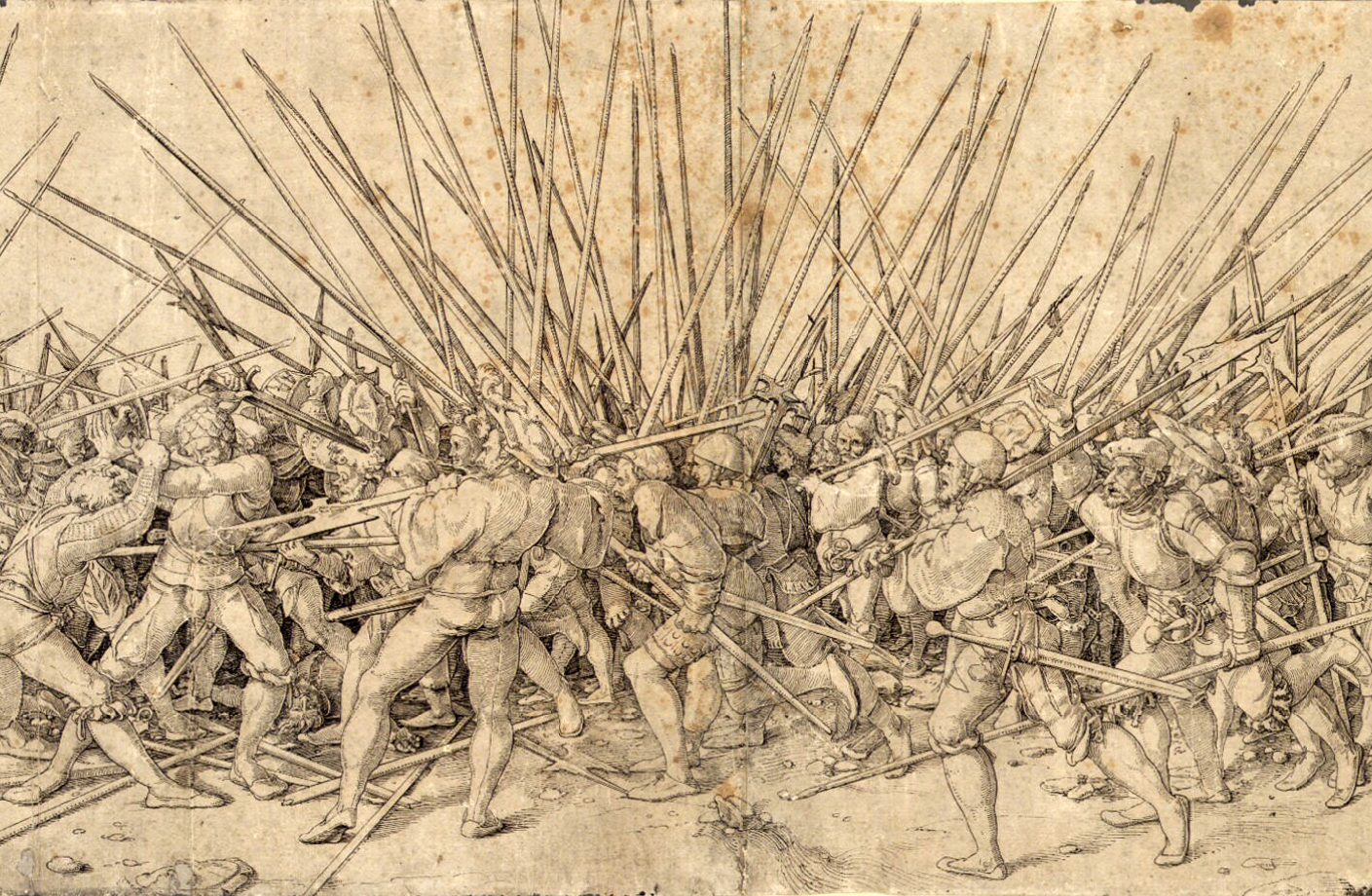
Detalle de Schweizerschlacht (Masacre suiza), de Hans Holbein el Joven, en plumacon tinta. Albertina. Batalla cuerpo a cuerpo con picas entre Reisläufer (mercenarios suizos) y Landsknecht (mercenarios alemanes).

Fue usada desde la Prehistoria para cazar; es una de las armas que perduraron durante milenios en las batallas y batidas de todas las culturas.
Se ha estudiado la posibilidad de que fragmentos de piedra tallada encontrados en África, con una antigüedad de 500000 años, hubieran sido usados como puntas de lanza.
Los ejemplares de lanza completos más antiguos de Europa son de hace unos 300000 a 400000 años; es un conjunto de ocho lanzas de madera encontradas en una turbera en Alemania, probablemente usadas por Homo heidelbergensis.
Todavía en el Paleolítico, se añadieron bifaces en el asta de las lanzas. En el Neolítico se usaron además piedras pulidas.[cita requerida]
Durante la Edad de los Metales, la Antigüedad y la Edad Media la lanza estuvo compuesta normalmente de una moharra metálica y un asta de madera. Fue el arma principal de los soldados hasta la llegada de las armas de fuego. Era conocida como «arma reina de las batallas».[cita requerida]
Su fabricación era relativamente fácil; requería de menos entrenamiento que la espada para ser usada eficazmente; podía ser blandida a pie o a caballo; era arrojadiza y permitía su uso con una mano para sujetar un escudo en la otra, o con ambas para dar más potencia a las lanzadas y hacer palanca en los golpes.

## Ejército

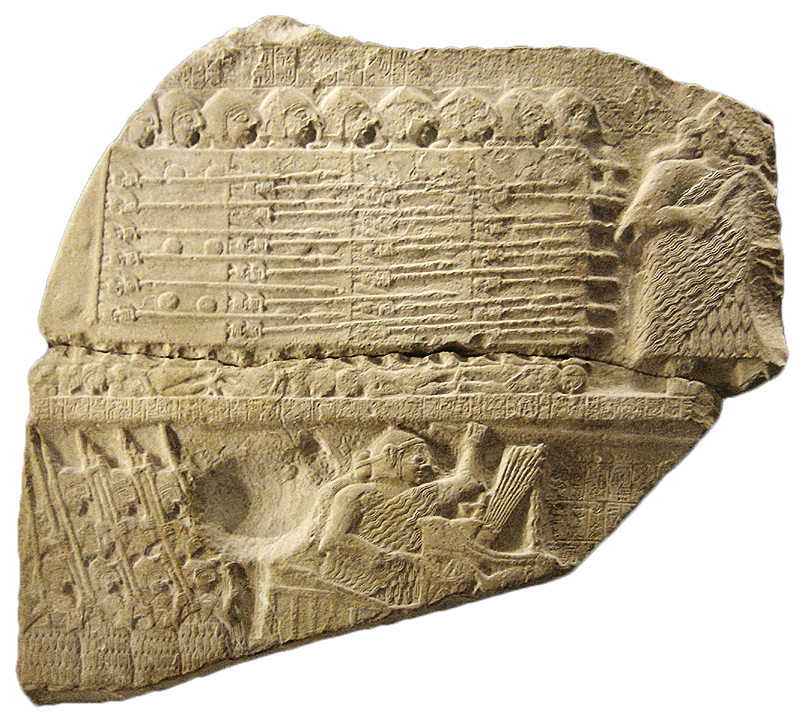
Lanceros de Sumeria avanzando en formación cerrada con grandes escudos - Estela de los Buitres, alrededor de

### Europa

#### Antigüedad Clásica

##### Antiguos griegos

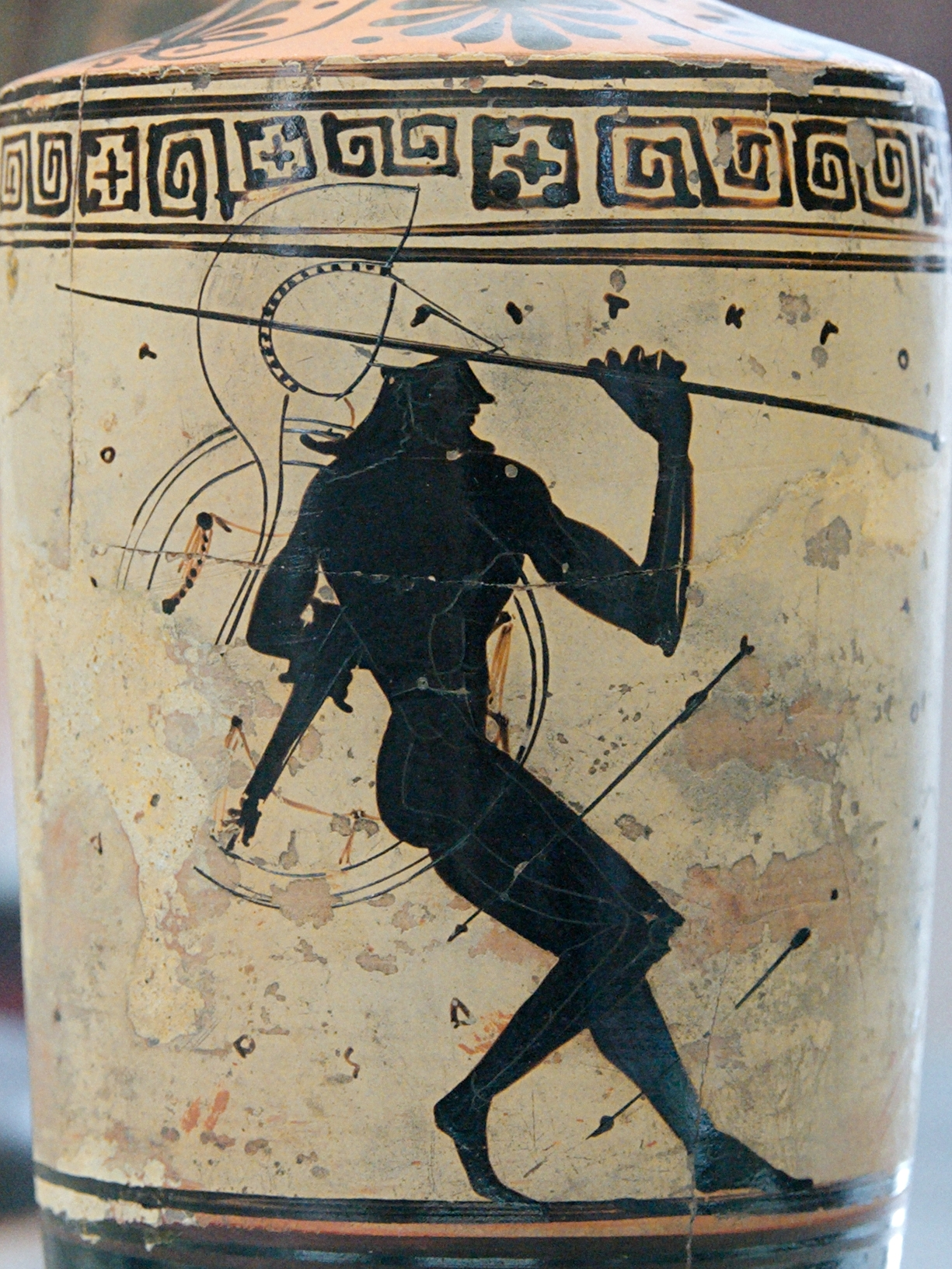
Guerrero ateniense con lanza en batalla.

La lanza es el arma principal del guerrero de la Ilíada de Homero. Se menciona el uso tanto de una lanza arrojadiza como de dos lanzas arrojadizas. Se ha propuesto describir dos estilos de lucha; el estilo temprano, con lanzas arrojadizas, que data del período micénico (Grecia micénica) en el que se desarrolla la Ilíada, y el estilo posterior anacrónico, con lanzas arrojadizas, del período arcaico (Grecia arcaica) de Homero.
En el siglo VII a. C., los griegos desarrollaron una nueva formación de infantería de corto alcance, la falange. La clave de esta formación era hoplita, que estaba equipado con un gran escudo circular con cara de bronce (aspis) y una 2,1-2,7 metros (6,9-8,9 pies) larga lanza con punta de hierro cabeza y punta de bronce (doru). La falange hoplita dominó la guerra entre las ciudades-estado griegas desde el siglo VII al IV a. C.
El siglo IV trajo grandes cambios. Uno fue el mayor uso de peltastas, infantería ligera armada con lanzas ligeras y pesadas. El otro fue el desarrollo de la sarisa, una lanza larga de dos manos 18 pies (5,5 m), hecha por los macedonios bajo Filipo de Macedonia y Alejandro Magno. La falange hoplita, apoyada por infantería ligera y caballería, se convirtió en el modo dominante de guerra entre los griegos desde finales del siglo IV en adelante hasta que los sistemas militares griegos fueron reemplazados por legiones romanas.

##### Antiguos romanos

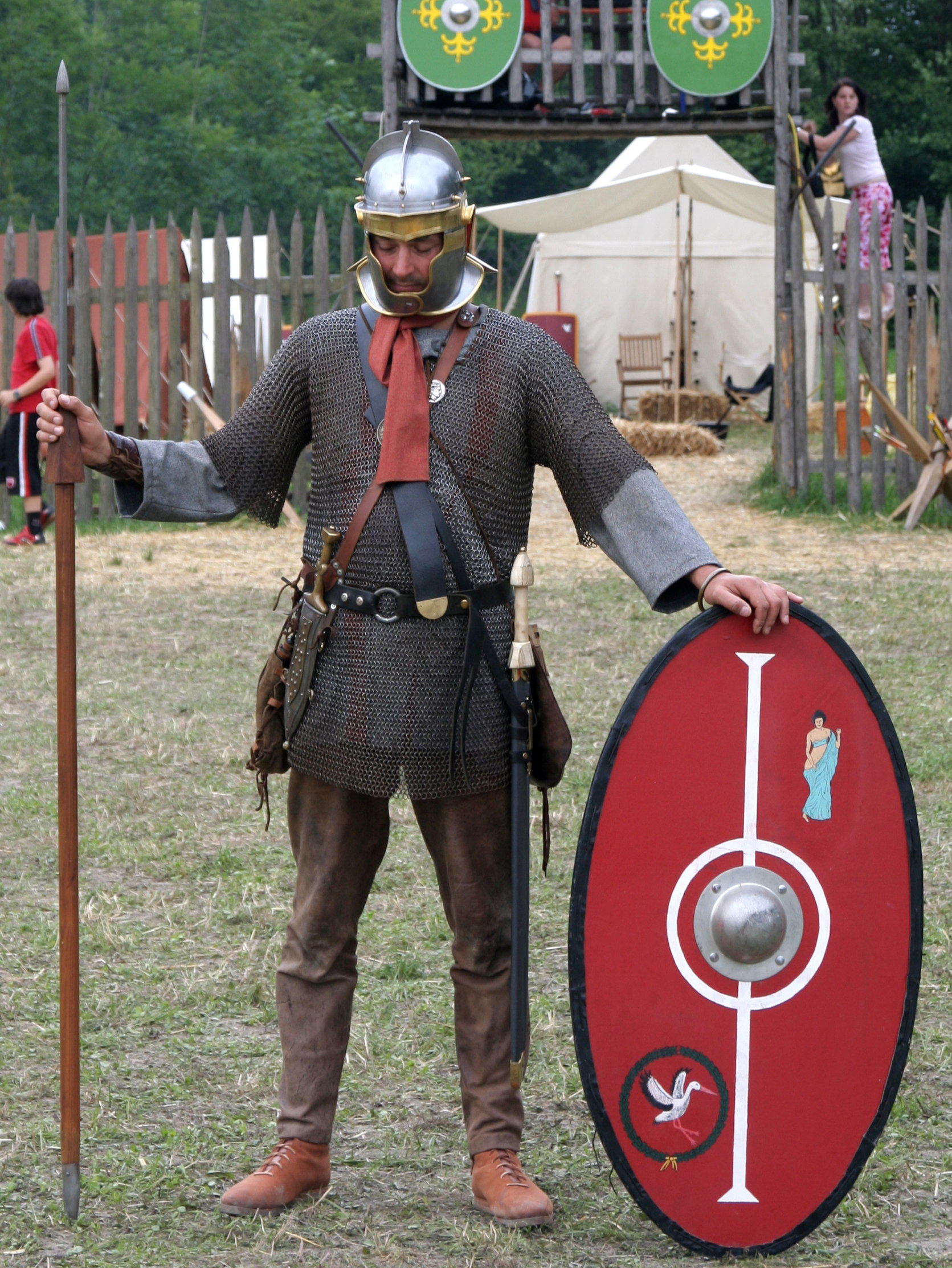
´Persona vestida como un legionario romano tardío con un pilum.

Desde finales del siglo II a. C., todos los legionarios estaban equipados con un "pilum". El pilum siguió siendo la lanza legionaria estándar hasta finales del siglo II d. C. Los auxilia, sin embargo, estaban equipados con un simple asta y, quizás, lanzas o flechas. Durante el siglo III, aunque se siguió utilizando el pilum, los legionarios solían estar equipados con otras formas de lanzas arrojadizas y punzantes, similares a los auxiliares del siglo anterior. Para el siglo IV, el "pilum" prácticamente había desaparecido del uso común.

### Lanzas en la Edad Media
Al igual que los soldados de infantería, los jinetes también usan lanzas arrojadizas y punzantes. La lanza punzante experimentó su apogeo a principios de la Edad Media con la aparición de los Caballeros. Los torneos de caballeros son bien conocidos, que eran un pasatiempo favorito en la Edad Media, y los duelos se realizaban bajo estrictas reglas de torneo entre dos luchadores, un caballero a caballo con una lanza larga y punzante llevada por el escudero del caballero.
La lanza medía más de 300 -{cm}- de largo y tenía un guardamanos característico de aproximadamente la quinta parte inferior de su longitud. La lanza del caballero en la guerra tenía un acero afilado y una punta letal, mientras que para los torneos usaban una versión más suave de una punta de madera redondeada o desafilada que se suponía que solo derribaría al oponente de la silla. Aunque esta variante es "deportiva" e inofensiva para la vista, también ha habido lesiones peligrosas, a menudo mortales. A lo largo de la Edad Media, los caballeros formaron el núcleo de todos los ejércitos europeos.

#### Infantería

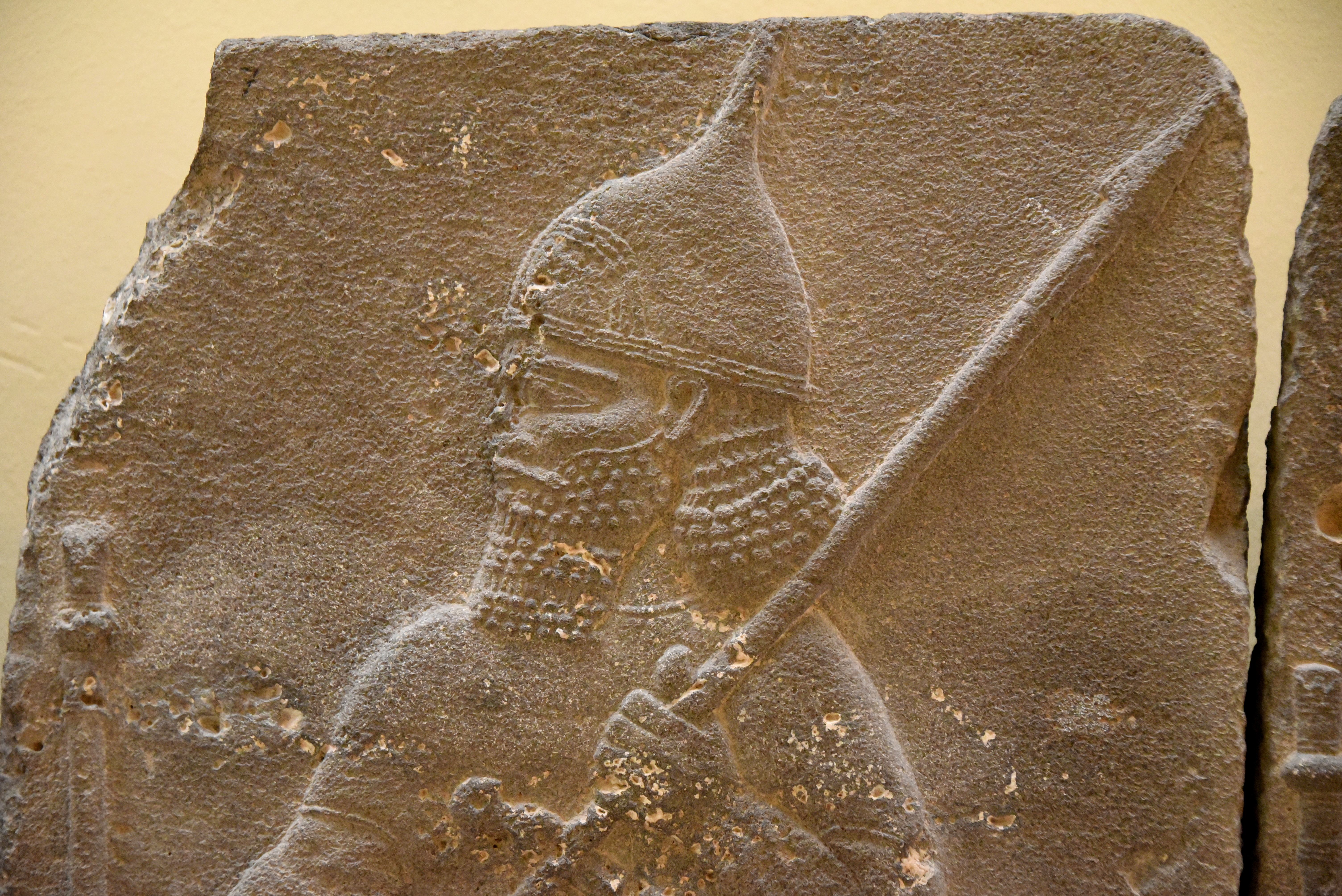
Soldado asirio sosteniendo una lanza y usando un casco. Detalle de un relieve de basalto del palacio de Tiglat-pileser III en Hadath, Siria. 744–727. pag. norte. mi. Museo del Antiguo Oriente, Estambul.

En general, las lanzas estaban diseñadas para usarse en combate directo o para ser arrojadas. Dentro de esta simple clasificación había una notable variedad de tipos. por ejemplo m j Swanton identificó treinta categorías y subcategorías diferentes en la Inglaterra sajona temprana. La mayoría de las puntas de lanza medievales lo encabezan principalmente en forma de hoja. Los tipos de lanza notables de principios de la Edad Media incluyen el ``angon, una lanza arrojadiza de cabeza larga similar al ``pilum' romano, utilizado por los francos y los anglosajones, y una lanza alada que tenía dos alas prominentes en la base de la punta de la lanza, ya sea para evitar que la lanza penetrara demasiado en el enemigo o para ayudar en la esgrima con lanza. Originalmente un arma franca, la lanza alada también era popular entre los vikingos. Se convertiría en el antepasado de las armas medievales posteriores, como el partidista y el spetum.
La jabalina también tiene una ventaja de alcance, siendo significativamente más larga que otros tipos de armas. Las longitudes exactas de las lanzas son difíciles de determinar ya que muy pocas astas han sobrevivido arqueológicamente, pero 1,8-2,4 metros (5,9-7,9 pies) parece haber sido la norma. Algunas naciones eran conocidas por sus largas lanzas, incluidos los escoceses y los flamencos. Las lanzas generalmente se usaban en formaciones estrechamente ordenadas, como una pared de escudos o šiltron. Para resistir a la caballería, los ejes de las lanzas podrían clavarse en el suelo. William Wallace hizo sus schiltrons en un círculo en la Falkirk en 1298 para disuadir a la caballería de cargar; este fue un táctica generalizada a veces conocida como la formación de la "corona". Thomas Randolph, primer conde de Moray, usó un escudo circular el primer día de la Batalla de Bannockburn. Sin embargo, el escudo rectangular era mucho más común y fue utilizado por el rey Robert the Bruce en el segundo día de la Batalla de Bannockburn y en la Batalla de Old Byland cuando derrotó a los ejércitos ingleses.
El lanzamiento de jabalina se volvió menos común a medida que se acercaba la Edad Media, pero sobrevivió en manos de expertos como los catalanes Almogavars. Se usó comúnmente en Irlanda hasta finales del siglo XVI.
Las lanzas comenzaron a perder popularidad entre la infantería durante el siglo XIV y fueron reemplazadas por armas de asta que combinaban las cualidades llamativas de una lanza con las cualidades cortantes de un hacha, como la alabarda. Donde se mantuvieron las lanzas, crecieron en longitud, en algún momento evolucionando hacia la pica, que sería el arma de infantería dominante en los siglos XVI y XVII.

#### Caballería
Las lanzas de caballería eran originalmente las mismas que las de infantería y a menudo se utilizaban con las dos manos o se sujetaban con una mano por encima de la cabeza. En el siglo XII, tras la adopción de estribos y de una silla de montar de cintura alta, la lanza se convirtió en un arma decididamente más poderosa. Un caballero montado aseguraba la lanza sujetándola con una mano y metiéndola debajo de la axila (la técnica de la lanza en ristre) En combinación con un apoyo de lanza, esto permitía que todo el impulso del caballo y del caballero se concentrara en la punta del arma, al tiempo que se conservaba la precisión y el control. Este uso de la lanza impulsó el desarrollo de la lanza como arma distinta que se perfeccionó en el deporte medieval de las justas.
En el siglo XIV, la evolución táctica hizo que los caballeros y los hombres de armas lucharan a pie. Esto llevó a la práctica de acortar la lanza a unos 5 pies (152,4 cm) para hacerla más manejable. Al generalizarse el desmontaje, los caballeros adoptaron armas de asta especializadas como el pollaxe y esta práctica cesó..

### Renacimiento
En Europa en los siglos XV y XVI surgió un Renacimiento de infantería pesada con lanzas de tres a seis metros de largo. Las unidades bien entrenadas, si no podían derrotar a la caballería pesada, al menos podían defenderse de ella. Estos lanceros, comúnmente llamados "pikeneers" de las palabras francés "-{pique}-" (hoja, punta) y "-{piquer}-" (picaduras), formaron infantería pesada de élite hasta el 17. siglo. Serbia, habiendo sido conquistada por el Otomanos, no pudo seguir este desarrollo, mientras que los turcos siguieron una táctica diferente.

## Tipos
- Azagaya: arma arrojadiza ligera de la era paleolítica con la punta hecha con un fragmento aguzado de asta de cérvido.
- Azcón o azcona: arma arrojadiza, como dardo, usada antiguamente. Coincide con el término en vascuence.
- Dardo: llámaseles así a las lanzas cortas arrojadizas cual jabalinas.
- Dory o doru: lanza típica del soldado hoplita.
- Estradiota: de tres metros, usada por los estradiotes.
- Falárica: de madera, con la moharra metálica. Se lanzaba prendida.
- Hasta (en plural hastae): lanza utilizada para ensartar. Los primeros legionarios estaban equipados con hastae y era esta arma la que daba el nombre a los soldados conocidos como hastati. Más adelante fue sustituida por el pilum.
- Jabalina: lanza arrojadiza por excelencia. Se le denominaba dardo en España a todas sus familias.
- Kontos: lanza larga de caballería de unos 3-4 m de longitud desarrollada por los sármatas, un pueblo nómada de las estepas rusas.
- Lanzón: lanza corta de moharra ancha y fuerte.
- Media pica: variante menor de la pica, moharra lanceolada, con asta de la altura de un hombre alto. Se le llama también «lanza de armas».
- Pilum: arma básica, junto con la espada (gladius), del soldado legionario romano.
- Pica: lanza muy larga para formaciones militares cuya asta mide más de 4 m de norma, llegando incluso a medir 6 m.
- Sarissa: pica de la falange macedonia, medía de 5 a 7 m de largo.
- Venablo: arma arrojadiza, a modo de dardo o de pequeña lanza.
- Verutum: jabalina corta usada por los ejércitos romanos.
- Xyston: lanza larga, de hasta 4,25 metros, usada por los griegos. Debió requerir las dos manos para su manejo.
- Yari: lanza larga japonesa parecida a una pica, de hoja recta.
- Qiang (en chino tradicional, 槍; en chino simplificado, 枪; pinyin: qīang) es un término chino para lanza. Es una de las cuatro armas principales empleadas en las artes marciales de China junto con la vara, el sable y la espada, conocida en este grupo según un proverbio militar clásico chino como la 'soberana de cien soldados': 枪，乃百兵之王。
- Mao (en chino: 矛, pinyin: máo) es otro término chino para lanza de mayor antigüedad. Existen algunas diferencias mínimas entre qiang y mao. Fueron sustituidas por qiang alrededor de la dinastía Song.[25]